# Aihole
Aihole est une ville de l'État du Karnataka en Inde, située dans le district de Bagalkote.

## Géographie
La ville se trouve à une vingtaine de kilomètres au nord-est de Badami.

## Lieux et monuments
Aihole est réputé pour ses 125 temples construits au Ve siècle par la dynastie des Chalukyas, répartis en 22 groupes par les services archéologiques. Mentionnons : 
- le temple de Durga ;
- le temple de Lad Khan;
- le temple rupestre de Ravanapadhi, datant du VIe siècle.